# Ljudi u crnom (Bonelli Comics)
Ljudi u crnom su izmišljena, tisućljećima stara organizacija koja se pojavljuje u talijanskom stripu Martin Mystère, te u još nekim, njemu paralelnim stripovima.

## Povijest
10,000 godina pr. Kr., nakon što su se velike, napredne civilizacije Atlantida i Mu, međusobno uništile u nuklearnom ratu, čovječanstvo se vratilo na stupanj barbarizma. Da se nuklearni holokaust ne bi više nikada ponovio, Atlantiđanin Adam je okupio oko sebe grupu ljudi koje je nazvao Crno udruženje.
Zadaća Crnog udruženja bila je sakriti od čovječanstva sve opasne tehnologije prethodnih civilizacija, koje bi ponovno mogle ljudski rod dovesti na rub istrjebljenja. Nakon Adamove smrti, njegovi nasljednici su nastavili s njegovim radom, usporavajući napredak čovječanstva, da bi ono imalo vremena naučiti razumno koristiti nova umijeća.
Stoljeća su prolazila, i Crno udruženje je raslo, te je u novije doba postalo poznato pod imenom Ljudi u crnom. Uništavali su sve što je drugačije i što bi moglo uzdrmati ustaljene načine razmišljanja ljudi i njihov uobičajeni pogled na svijet. No konzervativne ideje Ljudi u crnom su naišle na dobar prijem kod vladara koje su oni povremeno savjetovali, pa su neki od njih shvatili da bi im misija mogla donijeti i veliku materijalnu korist.
Rad Ljudi u crnom se tada nastavio jednakim metodama, ali s drugačijim ciljem, vlastitim bogaćenjem. Time su Ljudi u crnom iskvarili svoju izvornu misiju.
1760-ih, Ljudi u crnom u izazvali krizu u Britanskoj Istočnoindijskoj kompaniji kako bi natjerali britansku krunu da preuzme izravni nadzor nad Indijom.
1776. Ljudi u crnom su sklopili savez s bokorom, crnim vračem iz Afrike koji je ikoristio svoje moći da podigne pobunu robova na plantažama američkih kolnista koji su tada vodili rat za neovisnost od Britanije. Ljudi u crnom nisu željeli dopustiti stvaranje republike utemeljene na slobodnoj razmjeni ideja i jednakosti za sve. No bokor se zatim spojio s demonom Shoggothom kako bi sam zavladao Amerikom. Odlučivši izabrati manje od dva zla, Ljudi u crnom su predali "Al Azif", knjigu magije, svojim američkim protivnicima, Thomasu Jeffersonu, Benjaminu Franklinu, Jeanu Louisu Bientôtu i Amandi Janosz, koji su ju iskoristili kako bi uništili Shoggotha. To četvero su zatim utemeljili organizaciju Drugdje za borbu protiv natprirodnih prijetnji Sjedinjenim Američkim Državama.
1803. Ljudi u crnom su sklopili savez s čarobnjakom Algernonom Mabusom kako bi srušili vladu Sjedinjenih Država. Na otoku Roanoke Mabus je otvorio prolaz u drugu dimenziju i prizvao čudovišno stvorenje. No tada su se umiješali agenti Drugdje i uništili čudovište.
1897. agenti Drugdje su na Kubi pronašli olupinu vanzemaljske letjelice koja se ondje srušila nešto ranije. Prenijeli su ostatke na sigurno, ali su Ljudi u crnom povjerovali da su ostatci letjelice preneseni na oklopnjaču USS Maine, te su uništili brod dok je bio usidren u luci Havana, što je bilo povod za Španjolsko-američki rat.
1912. Ljudi u crnom su u jednoj podmorskoj pećini u Irskoj pronašli Pandorinu kutiju, metalni spremnik virusa za bakteriološko ratovanje proizvedenih tijekom ratova između Atlantide i Mua. Spremnik su ukrcali na prekooceanski brod Titanic ali je tijekom puta razbijena jedna ampula s virusom. Virus je zarazio kapetana Smitha i njegove više časnike, koji su nesvjesno uputili brod na ledenjak koji ga je potopio.
1914. srpski nacionalist Gavrilo Princip je u Sarajevu izvršio atentat na austrijskog prijestolonasljednika Franju Ferdinanda i njegovu suprugu Sofiju. Ferdinand je preživio atentat, ali su Ljudi u crnom naveli austrijske vlasti da objave kako je prijetolonasljednik ubijen, kako bi Austrija imala povod za objavu rata Srbiji.
U drugoj polovici dvadesetog stoljeća, među Ljudima u crnom je došlo do opasnih podjela. Dok su se jedni zadovoljavali uništavanjem dokaza o nekadašnjim civilizacijama i pokretanjem svijeta iz sjene, drugi su nastojali iskoristiti napredne tehnologije iz prošlosti kako bi zavladali svijetom.
Organizacija Ljudi u crnom preživjela je sveopću kataklizmu uzrokovane projektom Inner Space 2024. godine. Do 23. stoljeća (2099. godine, po futurističkom kaledaru), Ljudi u crnom su uglavnom ispunili svoju misiju. Čovječanstvo se uglavnom prestalo zanimati za prošlost i tajna o postojanju Atlantide i Mua je ostala sačuvana.